# لیل آفریقایی
لیل آفریقایی (نام علمی: Falco cuvierii) نام یک گونه از سرده شاهین است.